# 波士頓傾茶事件
波士顿倾茶事件（英語：Boston Tea Party，原稱），亦称波士頓茶會事件、波士頓茶黨事件，是自由之子于1773年12月16日马萨诸塞湾省波士顿举行的一个美国政治和商业抗议。抗议对象是1773年5月10日的《茶税法》，该法案允许英国东印度公司在美国殖民地销售来自清朝的茶叶，而无需缴纳除《汤森法案》规定的税款之外的其他税款。自由之子抵制《汤森法案》中的税款，认为税款侵犯了他们的权利。抗议者销毁了东印度公司运来的一整批茶叶，其中一些抗议者伪装成了美洲印第安人。
示威者登上船，将一箱又一箱的茶叶傾倒於波士顿港。英国政府厉声回应，事件升级为美国革命。倾茶事件成为美国历史上的标志性事件，此后茶党运动等其他政治抗议活动皆自称为1773年波士顿抗议的历史继承者。
波士顿倾茶事件是整个英属美洲反对1773年英国议会通过的《茶税法》抵抗运动的高潮。殖民者反对《茶税法》，因为他们认为该法案侵犯了他们作为英国人“无代表不纳税”的权利，也就是只能由他们自己选出的代表而不是不代表他们的英国议会来征税。此外，相对于殖民地茶叶进口商，门路畅通的东印度公司已经获得了的竞争优势，他们愤恨东印度公司，担心自己的生意受到额外的侵犯。抗议者在其他三个殖民地成功地阻止了茶叶卸下船，但在波士顿，陷入困境的总督托马斯·哈钦森拒绝让茶叶运回英国。
波士顿倾茶事件是美国革命发展过程中的一个重要事件。1774年，英国议会以《不可容忍法案》（又称《强制法案》）作为回应。《不可容忍法案》连同其他法案条文终止了马萨诸塞的地方自治并取缔了波士顿的商业活动。十三殖民地上下的殖民者反过来以更多的抗议行动回应了《不可容忍法案》，并召开了第一届大陆会议，向英国君主请愿废除这些法案，并协调殖民地抵制这些法案。后来危机升级，美国独立战争于1775年在波士顿附近爆发。

## 背景
波士顿倾茶事件源于1765年大英帝国面临的两个问题：英国东印度公司的财政问题；以及在没有安排任何民选代表的前提下，议会对英属美洲殖民地的权力范围（如果有的话）的持续争议。诺斯内阁解决这些问题的尝试产生了最终导致革命的对决。

### 1767年以前的茶叶贸易
17世纪，欧洲人养成了喝茶的嗜好，从清朝进口茶叶的公司竞相成立。在英格兰，议会于1698年授权东印度公司垄断茶叶进口。当茶叶在英国殖民地流行时，议会于1721年通过了一项排除外国竞争的法案，要求殖民地只能从英国进口茶叶。东印度公司并没有向殖民地出口茶叶；根据法律，该公司必须在英国的拍卖会上批发销售其茶叶。英国公司购买了东印度公司的茶叶并出口到殖民地，在殖民地这些公司把茶叶转售给波士顿、纽约、费城和查尔斯顿的商人。
1767年以前，东印度公司对其进口到英国的茶叶缴纳了约25%的从价税。议会对在英国销售的茶叶征收额外的税。由于荷兰政府事实上不向进口到荷兰共和国的茶叶征税，并在高税额加持下，英国人和英属美洲殖民地人可凭借更低的价格购买走私的荷兰茶叶。到1760年代，东印度公司每年因英国的走私者而损失40万英镑，英格兰成为最大的非法茶叶市场，但荷兰茶也大量走私到英属美洲殖民地。
1767年，为了协助东印度公司竞争过走私的荷兰茶叶，议会通过了《赔偿法案》，该法案降低了在英国消费的茶叶税，并返还东印度公司再出口到殖民地的茶叶25%的关税。为了帮助抵消政府关税收入损失，议会还在1767年通过了《汤森税收法案》，该法案对英属殖民地征收了新税，包括对茶叶征税。然而，汤森的关税并没有解决走私问题，反而重新引发了一场关于议会对殖民地征税的权利的争端。

### 汤森关税危機
1764，议会为了增加收入首次寻求对殖民地直接征税，引发了英国和殖民地之间的一场争论。一些在殖民地被称为辉格党的殖民者反对新的税收计划，并认为这违反了英国宪法。英国人和英属美洲殖民地人一致认为，根据宪法，未经他们选出的代表同意，英国国民不能被征税。在英国，这意味着税收只能由议会征税。然而，殖民者并没有选举出议会成员，因此美国辉格党人认为，殖民者不能被议会征税。按照辉格党人的说法，殖民者只能由他们自己的殖民地议会来征税。殖民地的抗议导致《印花税法》在1766年被废除，但在1766年的《声明法案》中，议会继续坚持它有权“在所有情况下”为殖民地立法。
当1767年的《汤森税收法》颁布新税时，辉格党殖民者再次以抗议和抵制作为回应。商人们组织了一个不进口协议。许多殖民者许诺不喝英国茶，其中新英格兰的活动者们推荐了替代产品，如本地的拉布拉多茶。走私活动迅速发展，特别是在纽约和费城，那里的茶叶走私活动范围一直比波士顿更广泛。然而，含关税的英国茶叶继续进口到波士顿，特别是理查德·克拉克和马萨诸塞州州长托马斯·哈钦森的儿子们，直到马萨诸塞辉格党人的压力迫使他们遵守不进口协议。
议会最终对抗议作出了回应，于1770年废除了汤森税，但茶叶税除外，首相诺斯勋爵保留了茶叶税以维护“对美国人征税的权利”。这一部分税收的废除足以在1770年10月之前结束不进口活动。从1771年到1773年，英国茶叶再次大量进口到殖民地，商人支付每磅茶叶3便士的汤森关税。波士顿是最大的合法茶叶进口殖民地；走私者仍然主导着纽约和费城的市场。

## 1773年茶税法

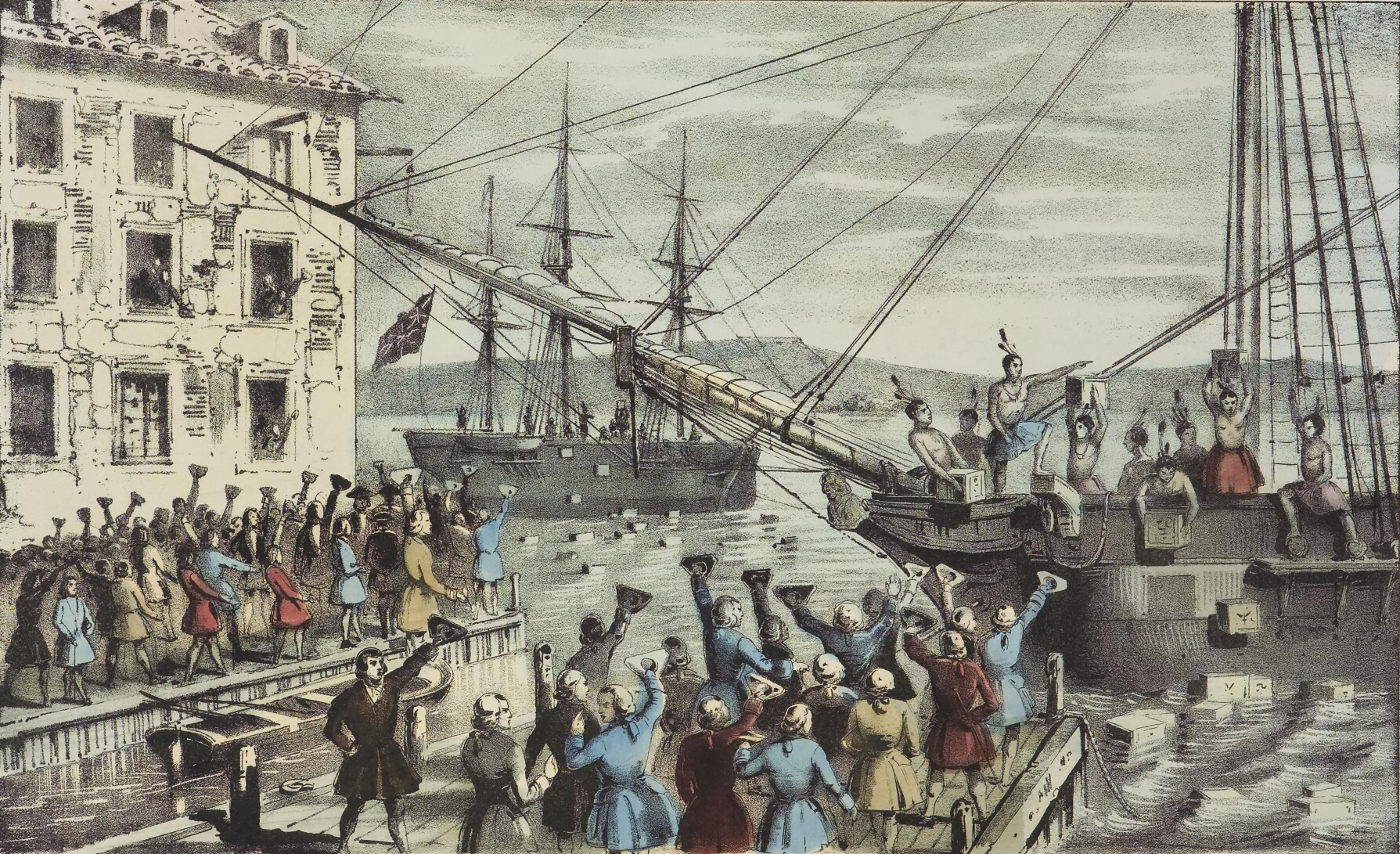
这幅由纳撒尼尔·柯里尔（Nathaniel Currier）在1846年创作的标志性石板画名为《在波士顿港倾倒茶叶》（The Destruction of Tea at Boston Harbor）；当时“波士顿茶党”这一词汇尚未成为英文世界的标准。与库里尔的描述相反，倾倒茶叶的人中很少有人真正伪装成原住民

1767年的《赔偿法案》规定向东印度公司退还再出口到殖民地的茶叶关税，该法案于1772年到期。议会在1772年通过了一项新法案，减少了这一退税，实际上对进口到不列颠的茶叶保留了10%的关税。该法案还恢复了1767年废除的英国境内茶叶税，并在殖民地保留了3便士的汤森关税。新的税负推高了英国茶叶的价格，销量直线下跌。然而，东印度公司继续向英国进口茶叶，积累了大量没有人会购买的存货。受这些和其他因素的影响，到1772年底，英国最重要的商业机构之一东印度公司陷入了严重的金融危机。1769年至1773年孟加拉的严重饥荒急剧减少了印度带给东印度公司的收入，使公司濒临破产，1773年《茶税法》的颁布即为了帮助东印度公司。
取消部分赋税是一种明确解决危机的方法。东印度公司最初寻求废除汤森关税，但诺斯内阁不愿意，因为这样的行动可能被诠释为议会在“有权向殖民地征税”这一立场上的退让。更重要的是，汤森关税征收的税款用于支付一些殖民地总督和法官的工资。这实际上正是汤森税的目的：以前这些官员的工资是由殖民地议会支付的，但现在英国议会支付官员的工资，就是为了让官员依赖英国政府，而不是让他们对殖民者负责。
在欧洲廉价出售库存茶叶是另一个可能减少东印度公司仓库中不断增加的茶叶堆的解决方案。调查确定在此方案下，茶叶只会被偷运回英国，然后以低于征税产品的价格销售。东印度公司过剩茶叶的最佳市场似乎是美洲殖民地。因为在美洲殖民地可以找到办法，使过剩茶叶比走私的荷兰茶叶更便宜。
诺斯内阁的解决方案是《茶税法》，该法于1773年5月10日得到国王乔治三世的同意。该法案恢复了东印度公司向英国进口茶叶的全部退税，并首次允许该公司自行向殖民地出口茶叶。这将排除在伦敦批发拍卖会上购买茶叶的中间商，使东印度公司降低成本。该公司现在不再向中间商出售茶叶，而是委托殖民地商人以寄售的方式接收茶叶；承销人将转而出售茶叶以收取佣金。1773年7月，英国东印度公司在纽约、费城、波士顿和查尔斯顿选定了茶叶承销人。1773年的《茶税法》授权向美洲殖民地运送5000箱茶叶（250吨）。货物到岸时，进口商需缴纳1,750英镑的税款。该法案授予英国东印度公司专营权，销售比走私茶更便宜的茶叶；法案隐藏的目的是迫使殖民者为每磅茶缴纳3便士的税。
因此，《茶税法》保留了对进口到殖民地的茶叶征收三便士的汤森关税。一些议会议员想取消这项税收，认为没有理由再挑起殖民地争端。例如，前财政大臣威廉·邓德斯韦警告诺斯勋爵，如果仍然保留汤森关税，美洲殖民地人将不会接受带关税的茶叶。但诺斯不想放弃汤森税的收入，主要因为汤森税的税收用于支付殖民地官员的工资；保留对美洲殖民地人征税的权利是次要的问题。根据历史学者本杰明·拉巴里（Benjamin Labaree）的说法，“顽固的诺斯勋爵不知不觉地在旧大英帝国的棺材上钉了一颗钉子。”
即使汤森关税生效，《茶税法》也将允许东印度公司以比以前更便宜的价格出售茶叶，从而降低走私者的报价，但同时也损害了缴纳税款但没有退税的殖民地茶叶进口商的利益。1772年，合法进口的武夷茶是最常见的茶叶品种，每磅售价约为3先令。在茶税法施行之后，殖民地收货人将能以每磅2先令的价格出售它，略低于走私者的平均2先令1便士的价格。意识到缴纳汤森税具有政治敏感性，东印度公司希望通过安排在茶叶在殖民地上岸后在伦敦支付税款，或在茶叶售出后由收货人悄悄支付税款的方式来掩盖该税。这种向殖民者隐瞒税款的努力失败了。

## 抵制茶税法

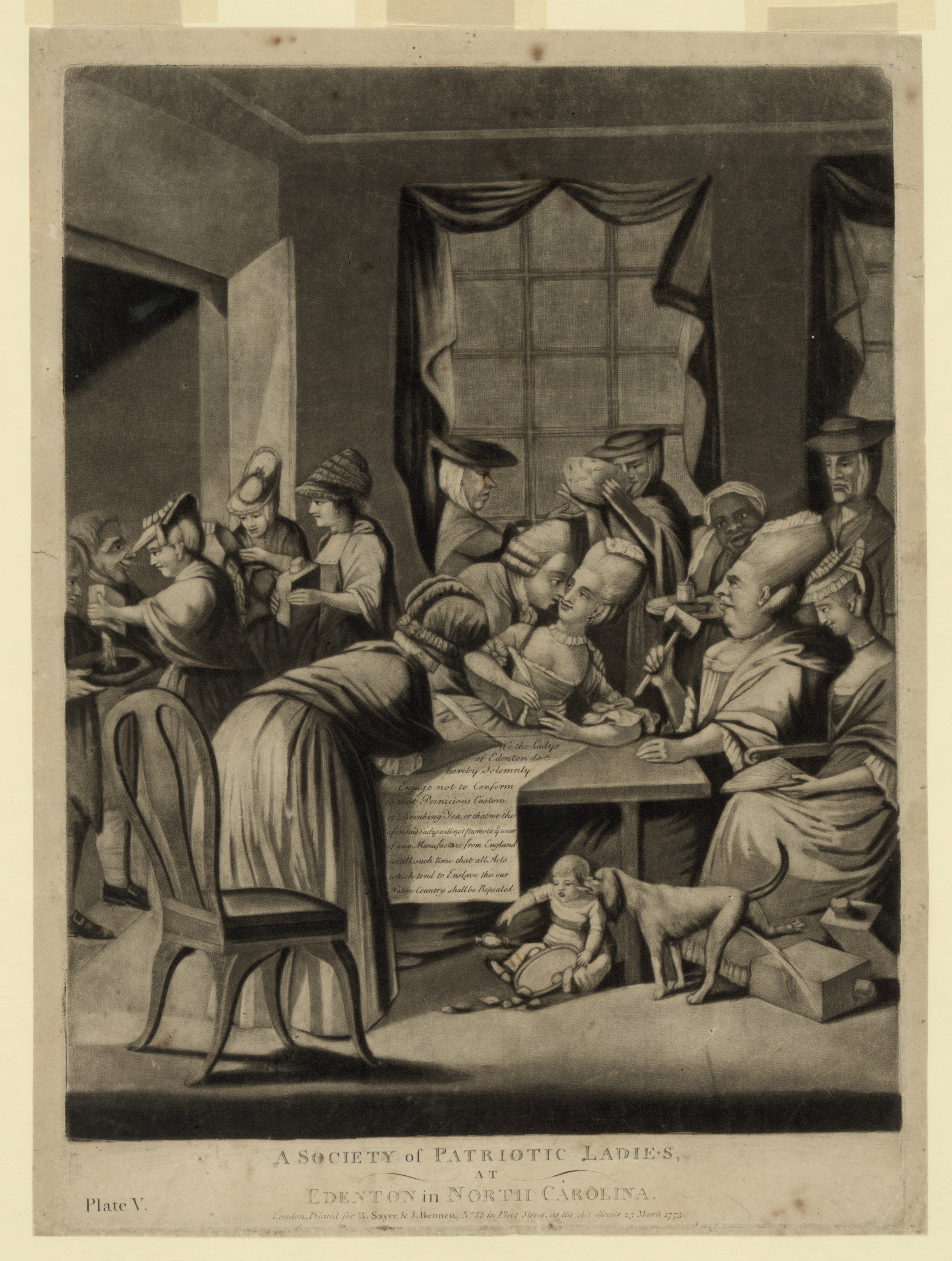
这幅1775年的英国漫画《北卡罗来纳州埃登顿的爱国女士协会》（A Society of Patriotic Ladies at Edenton in North Carolina）讽刺了埃登顿茶党，一群组织抵制英国茶的妇女

1773年9月和10月，七艘载有东印度公司茶叶的船只发往殖民地：四艘开往波士顿，开往纽约、费城和查尔斯顿的各一艘。船上有两千多个箱子，里面装着近60万磅的茶叶。美国人在船只行驶途中了解到《茶税法》的细节，反对声开始逐步出现。有时自称为“自由之子”的辉格党，开始宣传说服或迫使收货人辞职，就像1765年邮票法危机中邮票经销商被迫辞职一样。
以波士顿倾茶事件而告终的抗议运动并不是关于高税收的争议。1773年的《茶税法》实际上降低了合法进口茶叶的价格。相反，抗议者关心各种其他问题。熟悉的“无代表不征税”的论点，以及议会在殖民地的权力范围问题，仍然很显著。塞缪尔·亚当斯认为英国的茶叶垄断“等于征税”，无论是否对茶叶征税，都会引发同样的代表权问题。一些人认为税收计划的目的——使领导官员不受殖民影响——是对殖民者权利的危险侵犯。在马萨诸塞尤其如此，这是唯一一个全面贯彻实施汤森计划的殖民地。
殖民地商人（其中一些是走私者）在抗议活动中发挥了重要作用。《茶税法》让合法进口的茶叶更便宜，更便宜的茶叶危及荷兰茶叶走私者的生意。没有被东印度公司指定为承销人的合法茶叶进口商也受到《茶税法》的影响，受到财务破产的威胁。商人们的另一个主要担忧是，《茶税法》赋予东印度公司垄断茶叶贸易的权利，商人们担心这种政府创造的垄断未来可能会扩大到包括其他商品。
在纽约、费城和查尔斯顿，抗议者成功迫使茶叶承销人辞职。在查尔斯顿，收货人已于12月初被强制辞职，海关官员控制了无人认领的茶叶。费城举行了大规模的抗议集会。本杰明·拉什敦促同胞们反对茶叶卸货，因为货物中含有“奴隶制的种子”。到12月初，费城的承销人已经辞职，这艘茶船在船长对峙后带着货物返回英国。开往纽约城的茶船因天气恶劣而延误；当它到达时，承销人已经辞职，船带着茶返回英国。

## 波士顿对峙
在除马萨诸塞以外的每个殖民地，抗议者都能够迫使茶叶承销人辞职或将茶叶退回英国。然而，在波士顿，哈钦森总督决心坚守阵地。他说服茶叶承销人不要让步，其中两个承销人是他的儿子。
当运茶船达特茅斯号于11月下旬抵达波士顿港时，辉格党领袖塞缪尔·亚当斯呼吁于1773年11月29日在法尼尔厅举办一次大会。数以千计的人来到这里，由于人数众多，会议被转移到更大的老南聚会所。英国法律要求达特茅斯号在二十天内卸货并支付关税，否则海关官员可以没收货物（即把货物卸到美国本土）。群众会议通过了一项由亚当斯提出的决议，并以早些时候在费城颁布的一套类似的决议为基础，敦促达特茅斯号的船长将船送回，不支付进口税。与此同时，会议指派二十五人看守船只，防止茶叶——包括伦敦的戴维森·纽曼公司的一些箱子——被卸下。
哈钦森总督拒绝批准达特茅斯在不支付关税的情况下离开。又有两艘运茶船，埃莉诺号和海狸号，抵达波士顿港。12月16日是达特茅斯号离港截止日期的最后一天，在约16000人的波士顿人口中，约有5000至7000人聚集在老南聚会所周围。在收到哈钦森总督再次拒绝让船只离开的报告后，亚当斯宣布，“这次会议不论再做什么也不能拯救国家了”。根据一个流行的故事，亚当斯的声明是一个预先安排的“茶会”开始的信号。然而，这种说法直到事件发生后近一个世纪才出现在印刷品中，出现在亚当斯的曾孙撰写的传记中，此人显然曲解了证据。根据目击者的描述，在亚当斯所谓的“信号”发出10或15分钟后，人们才离开会议，而且亚当斯事实上试图阻止人们离开，因为会议还没有结束。

## 倾茶

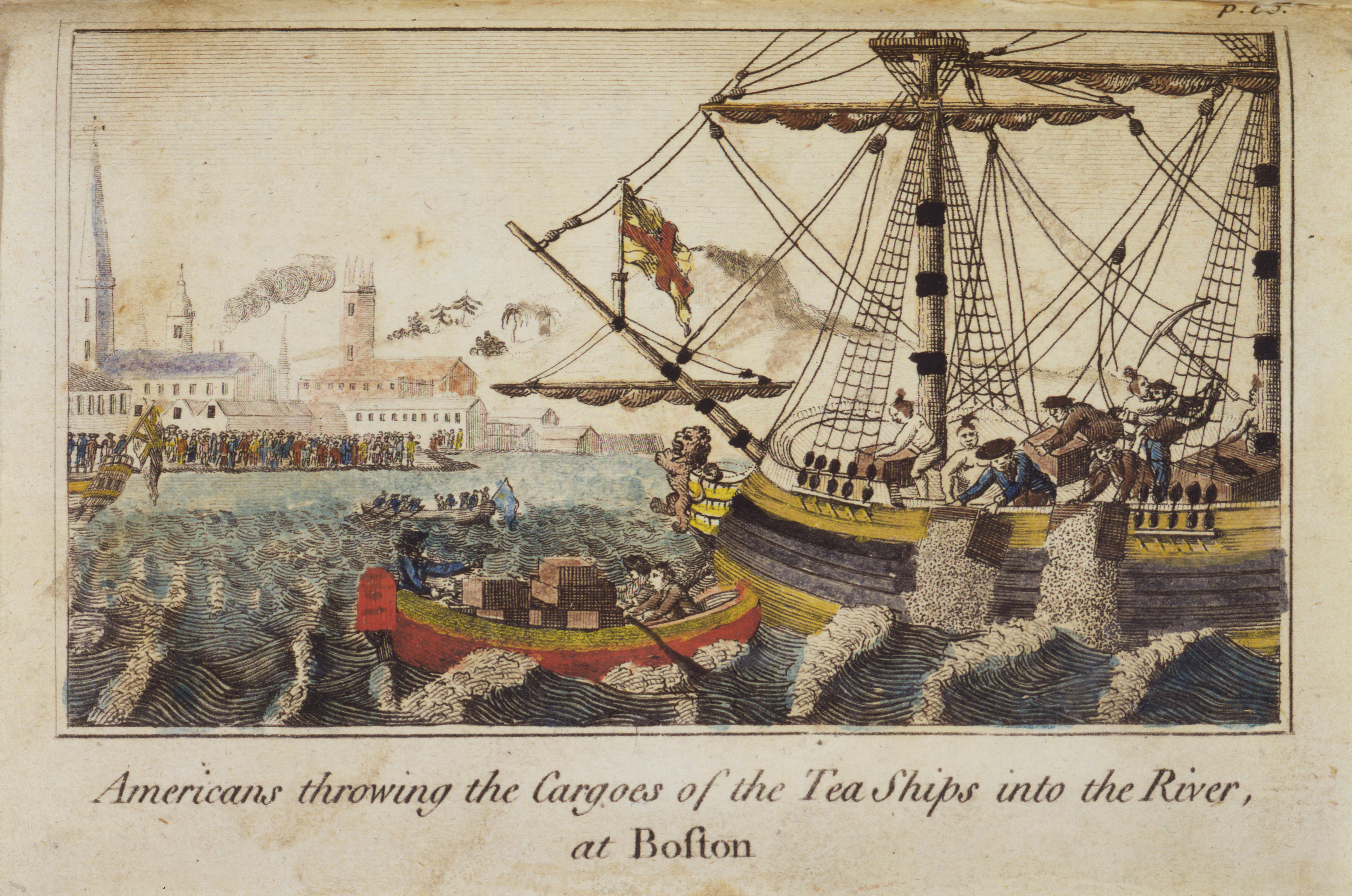
倾茶雕版画，1789年

当塞缪尔·亚当斯试图恢复会场秩序掌控会议节奏时，人们涌出老南聚会所，准备采取行动。具体到某些个案，有人穿上了精心准备的莫霍克族服装。由于他们的抗议是非法的，伪装他们的个人面孔很有必要，不过打扮成莫霍克族战士的样子是一种特殊且象征性的选择。这表明自由之子认同美国，而不是他们作为英国臣民的正式身份。
当天晚上，大概30至130人的一群人，登上了这三艘船，其中一些人伪装成莫霍克族战士。在三个小时内，将342箱茶叶全部倒入水中。三艘船中两艘的船主是威廉·罗奇，一位出生于楠塔基特的殖民者和商人。
另一艘准备前往波士顿的茶船威廉号于1773年12月在科德角搁浅，其茶叶被征税并卖给了私人。1774年3月，自由之子得到消息，这些茶叶存放在波士顿的一个仓库里，他们进入仓库并销毁了所有他们能找到的东西。威廉号卸下的一些茶叶已经卖给了戴维森·纽曼公司，并存放在公司商店里。3月7日，自由之子再次装扮成莫霍克人，闯入商店，将最后剩下的茶叶倒入港口。

## 反应
塞缪尔·亚当斯是否参与了波士顿倾茶事件的策划，这一点是有争议的，但他立即致力于倾茶事件的宣传和辩护。他认为，茶党不是无法无天的暴民行为，而是一种有原则的抗议，是人民捍卫宪法权利的唯一选择。

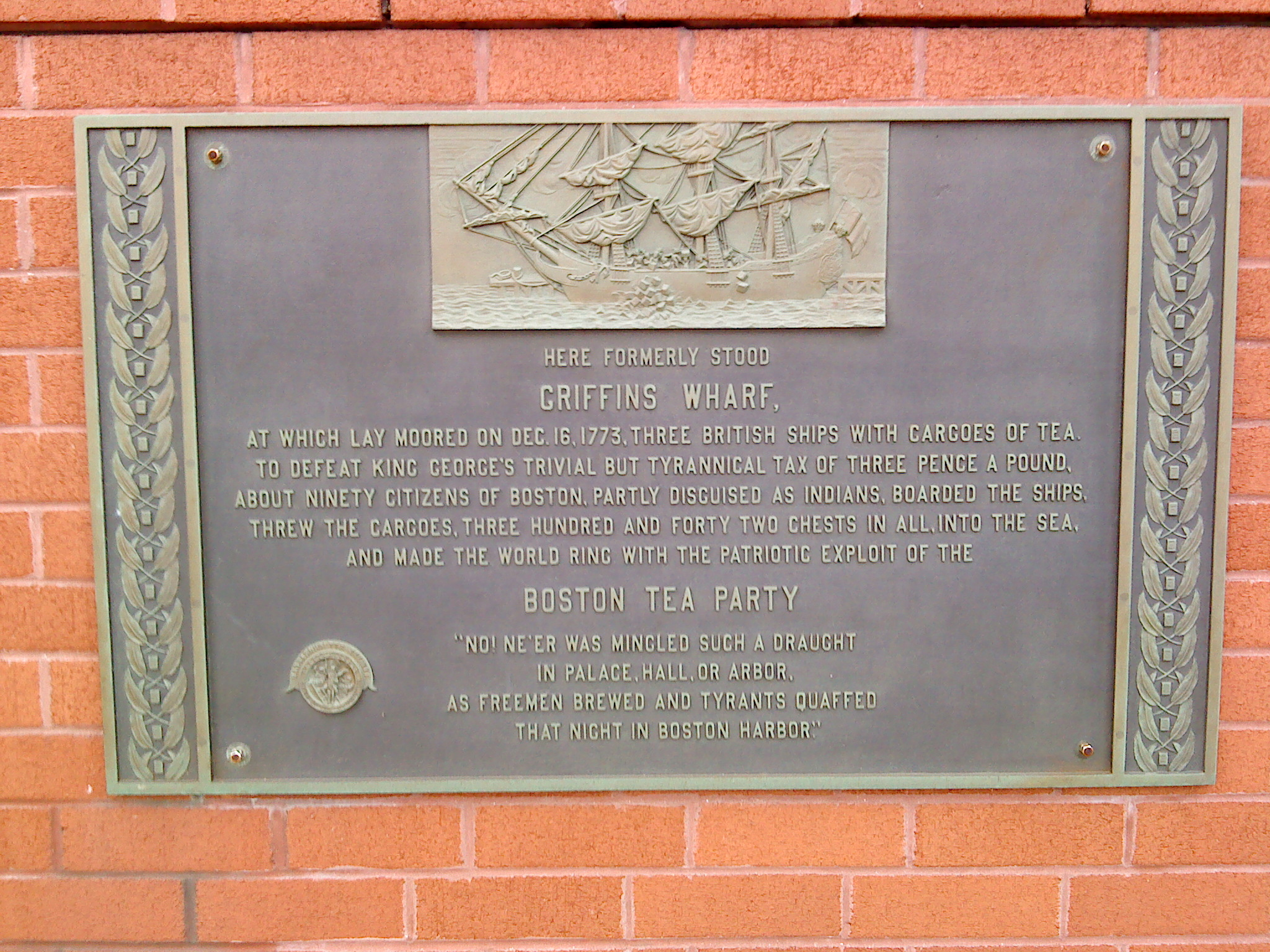
嵌在独立码头大楼一侧的牌匾（2009年）

在英国，即使是那些被认为是殖民地的朋友的政治家也感到震惊，这一行为使英国所有政党联合起来反对殖民地。首相诺斯勋爵说：“无论后果如何，我们都必须冒点风险；若不冒风险，一切都完了”。英国政府认为这一行动不能不受惩罚，并通过关闭波士顿港和制定其他被称为“不可容忍法令”的法律来回应。本杰明·富兰克林表示，应当向东印度公司赔付销毁的茶叶，计九万英镑（按每磅两先令计算，共计9,000英镑，或今日的122萬英镑）。纽约商人罗伯特·默里（Robert Murray）与其他三名商人一起拜访诺斯勋爵，提出赔偿损失，但遭到拒绝。
这一事件在美国也产生了类似的影响，1月，波士顿倾茶事件的消息传到了伦敦，议会以一系列在殖民地被统称为“不可容忍法令”的法案作为回应。这些法案旨在惩罚波士顿破坏私人财产的行为，恢复英国在马萨诸塞的权威，并以其他方式改革美国的殖民政府。尽管前三项法案，即《波士顿港口法案》、《马萨诸塞州政府法案》和《司法管理法例》只适用于马萨诸塞，但该殖民地以外的殖民者担心，政府现在也可以通过英国的立法指令而改变。不可容忍法案被认为是对宪法权利、自然权利和殖民地宪章的侵犯，并使整个美国的殖民者团结起来。

## 遗产
在波士顿倾茶事件之后，约翰·亚当斯和许多其他的美国人认为喝茶是不爱国的。在革命期间和之后，喝茶的人数下降，导致人们转向选择咖啡作为首选的热饮。

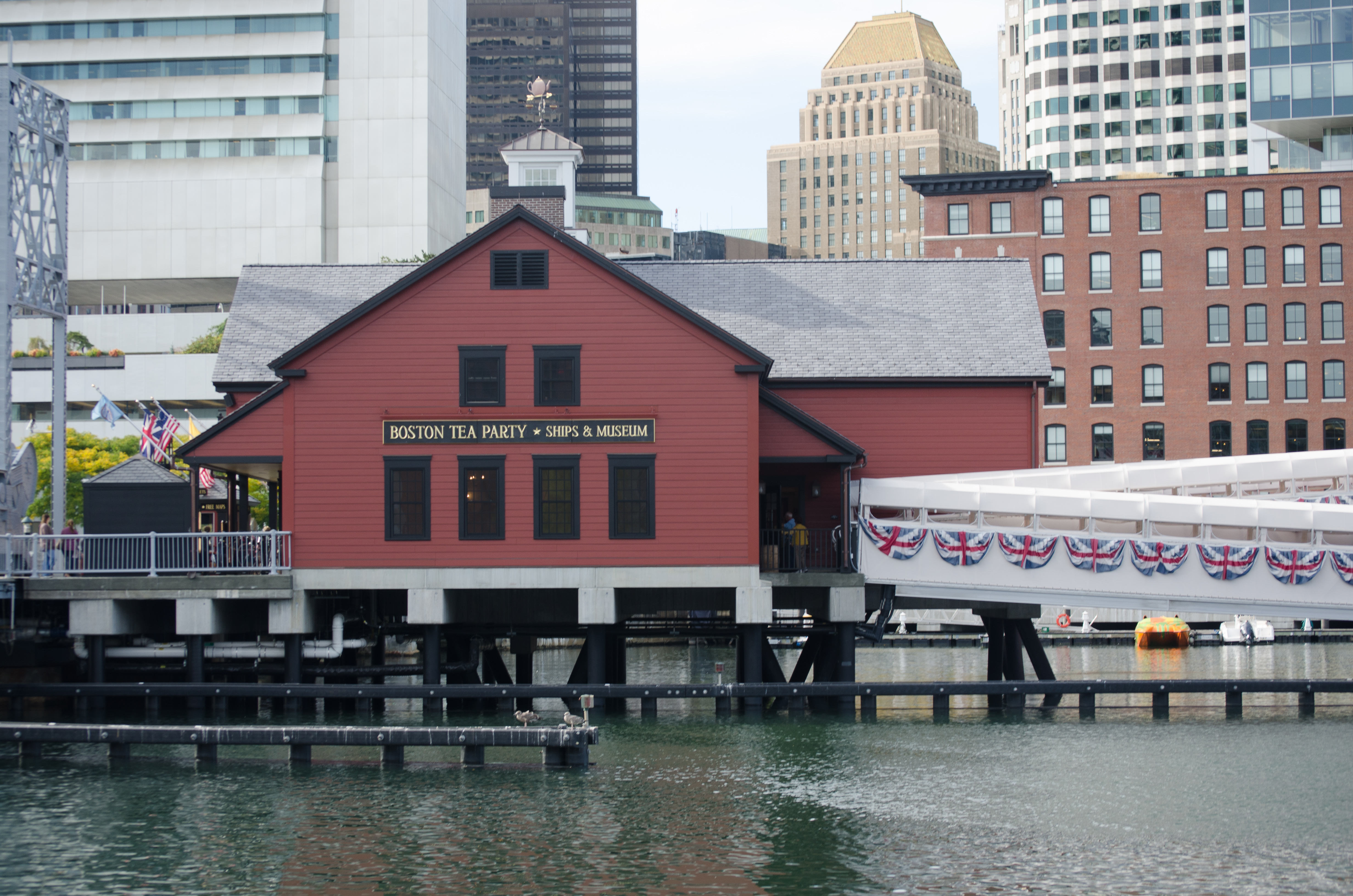
水前区港道的波士顿倾茶事件博物馆

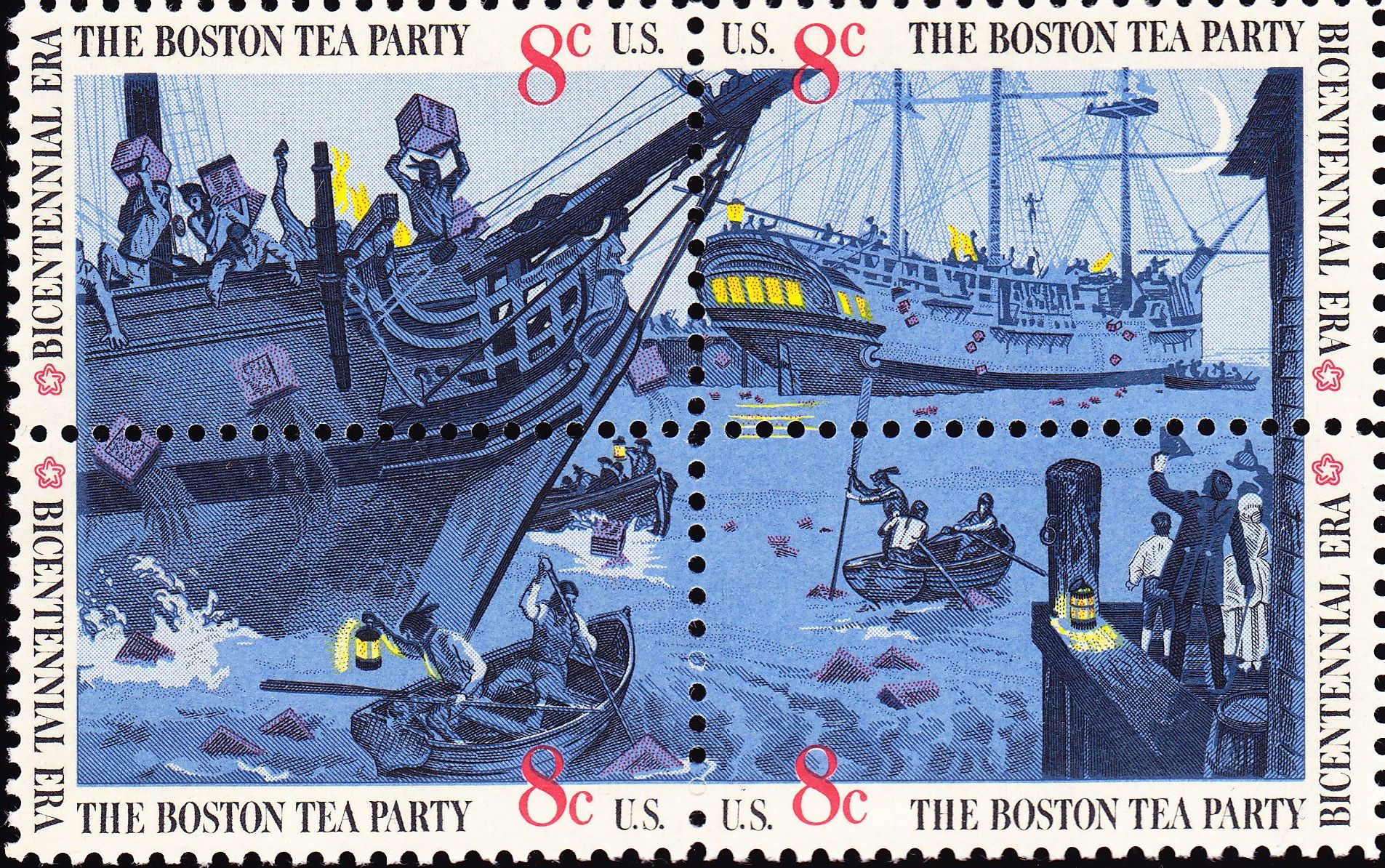
1973年美国邮政局发行了一套四枚邮票，共同构成了波士顿倾茶事件的一个场景

根据历史学家阿尔弗雷德·杨的说法，“波士顿茶党”（英語：Boston Tea Party）一词直到1834年才出现在印刷品中。在此之前，该事件通常被称为“倾茶”（英語：destruction of the tea）。根据杨的说法，美国作家多年来显然不愿意庆祝财产被毁，因此这一事件在美国革命史上通常被忽略。然而，这种情况在19世纪30年代开始发生变化，特别是随着乔治·罗伯特·特威斯的传记出版，他是当时为数不多的仍然活着的“茶会”参与者之一。
波士顿倾茶事件经常在其他政治抗议活动中被提及。1908年，当圣雄甘地在南非领导大规模焚烧印度人登记卡时，一家英国报纸将这一事件与波士顿茶党相提并论。1930年，当甘地在印度盐业抗议运动后会见印度总督时，甘地从他的披肩上取下一些免税盐，笑着说，这些盐是“为了让我们想起著名的波士顿倾茶事件”。

### 船与博物馆

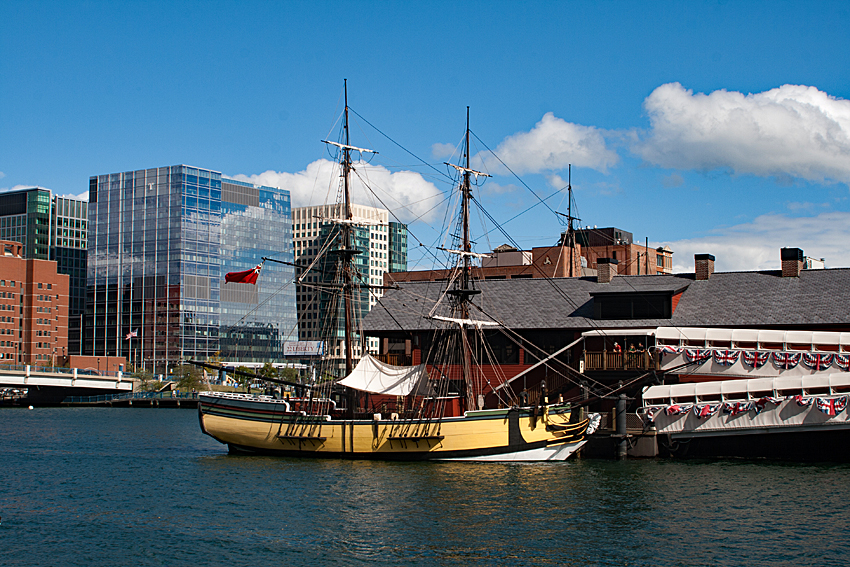
海狸号运茶船的复制品

波士顿倾茶事件博物馆位於波士顿的国会街大桥上。它的特色是场景重现、纪录以及一些互动展品。博物馆里复刻了当时涉事的两艘船——埃莉诺号和海狸号。此外，该博物馆还拥有最初事件中已知的两个茶叶箱中的一个，并成为了博物馆永久收藏的一部分。

### 第二次波士顿倾茶事件
1774年3月，第二次波士顿倾茶事件发生。大约60名殖民地定居者将30箱茶倒入水中。

## 脚注

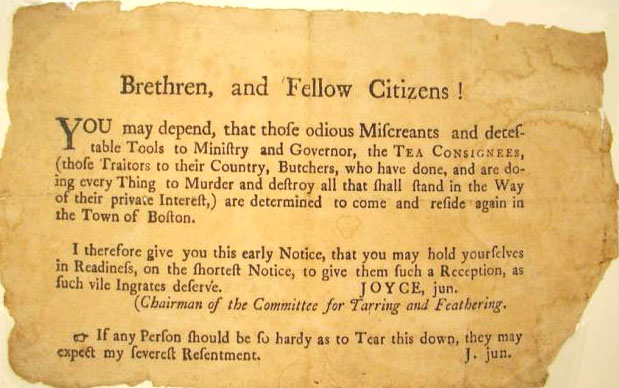
波士顿“焦油和羽毛委员会主席”的这份通知谴责茶叶承销人是“国家的叛徒”

1. ↑  达特茅斯号向伦敦运送鲸油，并将茶叶作为回程货物。
2. ↑  约合2014年的170万美元

1. ↑  Smith, George. . Th einstitute for humane studies and libertarianism.org. 2012-01-17  [2018-04-20]. （原始内容存档于2019-08-07）.
2. ↑  Mitchell, Stacy. .   [2018-04-20]. （原始内容存档于2021-07-21）.
3. ↑  Benjamin L. Carp, Defiance of the Patriots: The Boston Tea Party and the Making of America (2010) ch. 1
4. ↑  Labaree 1979，第3-4頁.
5. 1 2  Knollenberg 1975，第90頁.
6. ↑  Labaree 1979，第7頁.
7. ↑  Labaree 1979，第8-9頁.
8. ↑  Labaree 1979，第6-8頁.
9. 1 2  Knollenberg 1975，第91頁.
10. ↑  Thomas 1987，第18頁.
11. ↑  Labaree 1979，第6頁.
12. ↑  Labaree 1979，第59頁.
13. ↑  Labaree 1979，第6-7頁.
14. ↑  Labaree 1979，第13頁.
15. ↑  Thomas 1987，第26-27頁.
16. ↑  Labaree 1979，第21頁.
17. ↑  Labaree 1979，第32-34頁.
18. ↑  Knollenberg 1975，第71頁.
19. ↑  Labaree 1979，第46頁.
20. ↑  Labaree 1979，第46-49頁.
21. ↑  Labaree 1979，第50-51頁.
22. ↑  . Indemnity Act of 1767. Revolutionary War and Beyond.   [2020-01-18]. （原始内容存档于2021-05-06）.
23. ↑  Labaree 1979，第52頁.
24. ↑  Young 1999，第183-185頁.
25. ↑  The 1772 tax act was 12 Geo. III c. 60 sec. 1
26. ↑  Knollenberg 1975，第351-352頁.
27. ↑  Thomas 1987，第248-249頁.
28. ↑  Labaree 1979，第334頁.
29. ↑  Labaree 1979，第58, 60-62頁.
30. ↑  Knollenberg 1975，第90-91頁.
31. ↑  Thomas 1987，第252-254頁.
32. ↑  Thomas 1987，第250頁.
33. ↑  Labaree 1979，第69頁.
34. ↑  Labaree 1979，第70, 75頁.
35. ↑  Knollenberg 1975，第93頁.
36. ↑  Labaree 1979，第67, 70頁.
37. ↑  Labaree 1979，第75-76頁.
38. ↑  James M. Volo. . ABC-CLIO. 2012: 29  [2021-09-12]. ISBN 978-0-313-39875-9. （原始内容存档于2021-08-27）.
39. ↑  Labaree 1979，第71頁.
40. 1 2  Thomas 1987，第252頁.
41. ↑  Labaree 1979，第72-73頁.
42. ↑  Labaree 1979，第51頁.
43. ↑  Thomas 1987，第255頁.
44. 1 2  Labaree 1979，第76-77頁.
45. ↑  Labaree 1979，第78-79頁.
46. ↑  Labaree 1979，第77, 335頁.
47. ↑  Labaree 1979，第89-90頁.
48. ↑  Knollenberg 1975，第96頁.
49. ↑  Thomas 1987，第246頁.
50. ↑  Gross, David M. . Picket Line Press. 2014: 129. ISBN 978-1490572741.
51. ↑  Labaree 1979，第106頁.
52. ↑  Thomas 1987，第245頁.
53. ↑  Labaree 1979，第102頁.
54. ↑  see also John W. Tyler, Smugglers & Patriots: Boston Merchants and the Advent of the American Revolution (Boston, 1986).
55. ↑  Thomas 1987，第256頁.
56. ↑  Knollenberg 1975，第95-96頁.
57. ↑  Knollenberg 1975，第101頁.
58. ↑  Labaree 1979，第100頁.
59. ↑  Letters of Benjamin Rush: Volume I: 1761-1792 （页面存档备份，存于）, To His Fellow Countrymen, On Patriotism, October 20, 1773
60. ↑  Labaree 1979，第97頁.
61. ↑  Labaree 1979，第96頁.
62. ↑  Knollenberg 1975，第101-102頁.
63. ↑  Labaree 1979，第96-100頁.
64. ↑  Labaree 1979，第104-105頁.
65. ↑  This was not an official town meeting, but a gathering of "the body of the people" of greater Boston.
66. 1 2  Alexander 2002，第123頁.
67. ↑  Alexander 2002，第124頁.
68. 1 2  Raphael, Ray, , The New Press: 18, 2001, ISBN 1-56584-653-2, On December 16, the day before customs officials were entitled to seize the cargo and land it themselves, an estimated 5,000 people traveled through a cold, steady rain to gather at the Old South Meeting House. (The entire population of Boston at the time was only about 16,000, children included.)
69. ↑  Alexander 2002，第125頁.
70. 1 2  Raphael 2004，第53頁.
71. ↑  Maier 1980，第27-28, 32頁.
72. ↑  For firsthand accounts that contradict the story that Adams gave the signal for the tea party, see L. F. S. Upton, ed., "Proceeding of Ye Body Respecting the Tea," William and Mary Quarterly, Third Series, 22 (1965), 297–98; Francis S. Drake, Tea Leaves: Being a Collection of Letters and Documents, (Boston, 1884), LXX; Boston Evening-Post, December 20, 1773; Boston Gazette, December 20, 1773; Massachusetts Gazette and Boston Weekly News-Letter, December 23, 1773.
73. ↑  .   [2021-09-12]. （原始内容存档于2021-02-05）.
74. ↑  .   [2021-09-12]. （原始内容存档于2015-11-30）.
75. ↑  Alexander 2002，第125-126頁.
76. ↑  Labaree 1979，第141-144頁.
77. ↑  Karttunen, Frances. . Nantucket Historical Association.   [2020-05-29]. （原始内容存档于2021-09-12）.
78. ↑  Marissa Moss. . Abrams Books for Young Readers. 2016: 20. ISBN 978-1613129159.
79. ↑  Diary of John Adams, March 8, 1774; Boston Gazette, March 14, 1774
80. ↑  Alexander 2002，第126頁.
81. ↑  Alexander 2002，第129頁.
82. ↑  Cobbett, Parliamentary History of England, XVII, pg. 1280-1281
83. ↑  Richardson, Bruce. .   [2020-07-11]. （原始内容存档于2021-03-13）.
84. ↑  见英国零售价指数，数据来自Clark, Gregory. . MeasuringWorth. 2017  [2022-06-11].
85. ↑  Ketchum 2002，第262頁.
86. ↑  Ammerman 1974，第15頁.
87. ↑  . C-SPAN. 1999-11-21  [2017-03-29]. （原始内容存档于2017-10-20）.
88. ↑  Adams, John. . The Adams Papers: Digital Editions: Adams Family Correspondence, Volume 1. Massachusetts Historical Society. 1774-07-06  [2014-02-25]. （原始内容存档于2014-03-04）. I believe I forgot to tell you one Anecdote: When I first came to this House it was late in the Afternoon, and I had ridden 35 miles at least. “Madam” said I to Mrs. Huston, “is it lawfull for a weary Traveller to refresh himself with a Dish of Tea provided it has been honestly smuggled, or paid no Duties?” “No sir, said she, we have renounced all Tea in this Place. I cant make Tea, but I'le make you Coffee.” Accordingly I have drank Coffee every Afternoon since, and have borne it very well. Tea must be universally renounced. I must be weaned, and the sooner, the better.
89. ↑  Young 1999，第xv頁.
90. ↑  Young 1999.
91. ↑  Erik H. Erikson, Gandhi's Truth: On the Origins of Militant Nonviolence (New York: Norton, 1969), 204.
92. ↑  Erikson, Gandhi's Truth, 448.
93. ↑  .   [2013-06-20]. （原始内容存档于2018-03-07）.
94. ↑  .   [2021-09-12]. （原始内容存档于2021-08-16）.

## 扩展阅读
- Norton, Mary Beth. 1774: The Long Year of Revolution (2020) online review （页面存档备份，存于） by Gordon S. Wood
- Tyler, John W. Smugglers and Patriots: Boston Merchants and the Advent of the American Revolution (2019) online
- Unger, Harlow G. . Boston, MA: Da Capo. 2011  [2015-03-07]. ISBN 978-0306819629. OCLC 657595563.